# Округ Појнсет (Арканзас)
Округ Појнсет (енгл. Poinsett County) је округ у америчкој савезној држави Арканзас. По попису из 2010. године број становника је 24.583. Седиште округа је град Харисбург.

## Демографија
Према попису становништва из 2010. у округу је живело 24.583 становника, што је 1.031 (4,0%) становника мање него 2000. године.
| Група             | 2000.          | 2010.          |
| Белци             | 23.172 (90,5%) | 21.881 (89,0%) |
| Афроамериканци    | 1.825 (7,1%)   | 1.775 (7,2%)   |
| Азијати           | 41 (0,2%)      | 45 (0,2%)      |
| Хиспаноамериканци | 366 (1,4%)     | 543 (2,2%)     |
| Укупно            | 25.614         | 24.583         |